# Sicanje
 (mai 2025).
La mise en forme du texte ne suit pas les recommandations de Wikipédia : il faut le « wikifier ».
Les points d'amélioration suivants sont les cas les plus fréquents. Le détail des points à revoir est peut-être précisé sur la page de discussion.
- Les titres sont pré-formatés par le logiciel. Ils ne sont ni en capitales, ni en gras.
- Le texte ne doit pas être écrit en capitales (les noms de famille non plus), ni en gras, ni en italique, ni en « petit »…
- Le gras n'est utilisé que pour surligner le titre de l'article dans l'introduction, une seule fois.
- L'italique est rarement utilisé : mots en langue étrangère, titres d'œuvres, noms de bateaux, etc.
- Les citations ne sont pas en italique mais en corps de texte normal. Elles sont entourées par des guillemets français : « et ».
- Les listes à puces sont à éviter, des paragraphes rédigés étant largement préférés. Les tableaux sont à réserver à la présentation de données structurées (résultats, etc.).
- Les appels de note de bas de page (petits chiffres en exposant, introduits par l'outil «  Source ») sont à placer entre la fin de phrase et le point final[comme ça].
- Les liens internes (vers d'autres articles de Wikipédia) sont à choisir avec parcimonie. Créez des liens vers des articles approfondissant le sujet. Les termes génériques sans rapport avec le sujet sont à éviter, ainsi que les répétitions de liens vers un même terme.
- Les liens externes sont à placer uniquement dans une section « Liens externes », à la fin de l'article. Ces liens sont à choisir avec parcimonie suivant les règles définies. Si un lien sert de source à l'article, son insertion dans le texte est à faire par les notes de bas de page.
- La présentation des références doit suivre les conventions bibliographiques. Il est recommandé d'utiliser les modèles {{Ouvrage}}, {{Chapitre}}, {{Article}}, {{Lien web}} et/ou {{Bibliographie}}. Le mode d'édition visuel peut mettre en forme automatiquement les références.
- Insérer une infobox (cadre d'informations à droite) n'est pas obligatoire pour parachever la mise en page.

Pour une aide détaillée, merci de consulter Aide:Wikification.
Si vous pensez que ces points ont été résolus, vous pouvez retirer ce bandeau et améliorer la mise en forme d'un autre article.
 (mai 2025).

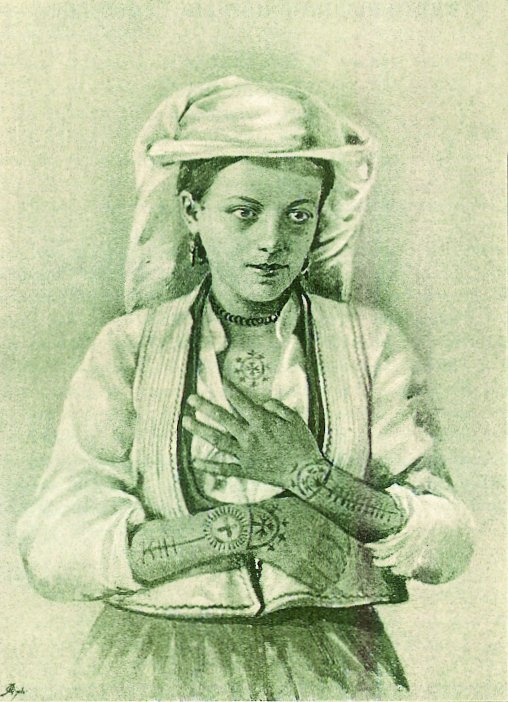
Dessin d'une femme tatouée bosniaque de la fin du XIXe siècle.

Le sicanje ou bocanje était une coutume de tatouage pratiquée principalement chez les adolescents croates catholiques des régions centrales de Bosnie-Herzégovine, ainsi que de la région de Dalmatie en Croatie. La pratique du tatouage, très répandue chez les Albanais (voir le tatouage traditionnel albanais) et les femmes valaques, populations autochtones de l'ouest des Balkans, est antérieure aux migrations slaves vers les Balkans et, par conséquent, au christianisme lui-même, puisqu'elle remonte à l'époque illyrienne, bien que des érudits l'aient documentée au 19e siècle. La population slave orthodoxe de l'Est abhorrait cette pratique.

## Histoire

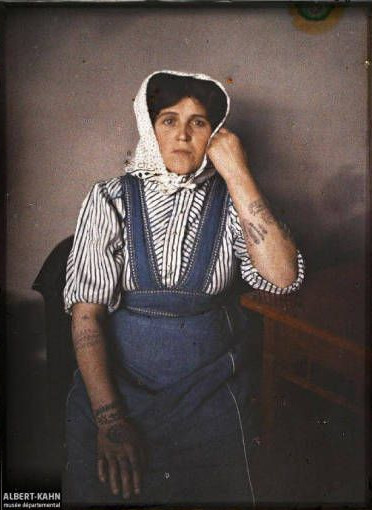
Catholique de Sarajevo, 1912. Par Auguste Léon.

Le tatouage des jeunes filles et garçons en Bosnie-Herzégovine est familièrement appelé sicanje ou bocanje, c'était une coutume répandue surtout parmi les Croates catholiques des régions centrales. On pense que cette coutume est antérieure à la migration slave vers les Balkans et même au christianisme. Au 1er siècle avant J.-C., l'historien grec Strabon a écrit sur les coutumes et le tatouage des habitants de cette région, à savoir les Illyriens et les Thraces. Jusqu'au XXe siècle, les Albanais – du Sud et du Nord, catholiques et musulmans, hommes et femmes – pratiquaient le tatouage, une tradition considérée comme transmise par leurs ancêtres illyriens,. Les femmes valaques de Grèce, de Macédoine et d'Herzégovine l'utilisaient également.
L'archéologue Ćiro Truhelka a étudié ces tatouages à la fin du XIXe siècle, devenant l'un des premiers à écrire à leur sujet et à les illustrer. 
En 1894, un médecin bosniaque nommé Leopold Glück a publié à Vienne un article intitulé Die Tätowirung der Haut bei den Katholiken Bosniens und der Herzegowina ( Le tatouage de la peau chez les catholiques de Bosnie-Herzégovine ) détaillant les tatouages observés chez les locaux.
Dans certaines régions du pays, les femmes se tatouaient les mains et d'autres parties visibles du corps (comme les sourcils, les joues, les poignets ou sous le cou) avec des symboles chrétiens et stećak ornements. Les garçons étaient également tatoués avec les mêmes symboles, principalement au-dessus du coude, sur le bras droit, la poitrine, le front et l'index. On peut le constater aujourd’hui, non seulement en Bosnie-Herzégovine, mais aussi parmi les Croates ethniques de Bosnie-Herzégovine vivant à l’étranger,. Les enfants étaient tatoués dès l'âge de six ans, généralement pendant la période comprise entre la fête de Saint Joseph en mars et la fête de Saint Jean-Baptiste en juin.

## Dessins

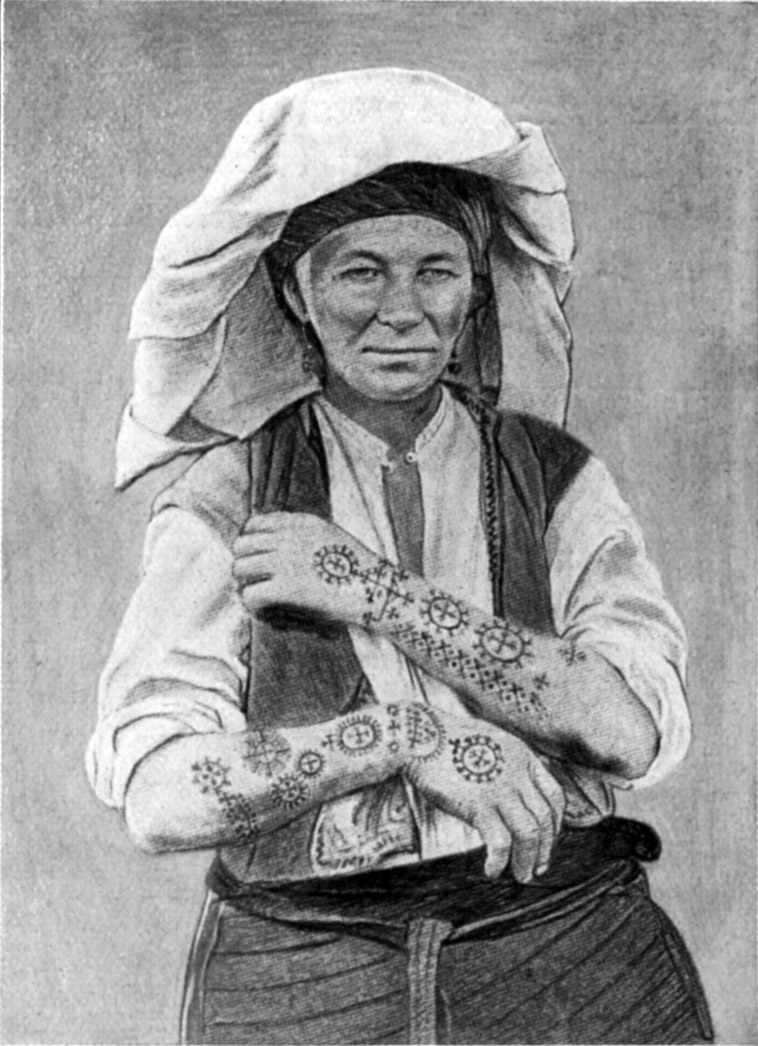
Tatouages sur une femme catholique de la vallée de Lašva en Bosnie centrale.

Les symboles les plus couramment tatoués étaient la croix ( križ ),  le bracelet ( narukvica ), la clôture ( ograda ), des branches ou des brindilles ( grančica ).
La croix avait de nombreuses variantes, l'une des plus courantes comprenant de petites lignes en forme de branches appelées « grančica " ou " jelica " ( pin ). 
Des motifs ressemblant à des bracelets étaient parfois tatoués autour des poignets des femmes, soit avec des croix, soit avec un motif en forme de clôture. 
De nombreux symboles non chrétiens ou païens étaient utilisés, les plus courants étant constitués de cercles censés être liés au cercle traditionnel (kolo) : danses des villages. 
Les symboles païens et chrétiens ont été mélangés sans distinction, le premier provenant de la nature et de la famille à l'époque illyrienne, et l'autre ayant une signification chrétienne adaptée ultérieurement,. Les zones les plus fréquemment tatouées étaient les bras et les mains (y compris les doigts), ainsi que la poitrine et le front.
Edith Durham a étudié en profondeur le tatouage traditionnel des Balkans grâce à des recherches sur le terrain, mais n'a pu expliquer en détail les motifs des tatouages catholiques en Bosnie – en particulier les très courants « brindilles » – qu'après avoir demandé aux Albanais de Thethi-Shala une description de toutes les petites lignes qui accompagnaient un demi-cercle gravé sur une vieille pierre tombale. Ils ont répondu que ces brindilles étaient « la lumière venant de la Lune, bien sûr ». Pour les Albanais, c'était la manière traditionnelle de représenter la lumière, qui émanait du Soleil ( Dielli ) et de la Lune ( Hëna ), cette dernière était souvent représentée comme un croissant. Ainsi les motifs des tatouages catholiques en Bosnie, qui jusqu'alors étaient connus sous le nom de « cercles, demi-cercles et lignes ou brindilles », ont finalement été clairement expliqués comme des composés de soleils, de lunes et de croix rayonnants (émanant de lumière), issus d'une expression du culte de la nature et du culte du foyer.  De plus, les croix ( y compris les croix gammées ) ont été expliquées par l'indo-européaniste Karl Treimer comme le symbole du dieu du feu illyrien, Enji, qui était le dieu le plus important du panthéon albanais à l'époque romaine. Lorsque les noms des jours de la semaine ont été formés dans la langue albanaise comme jeudi ( e enjte ) celui-ci a été dédié à Jupiter. 

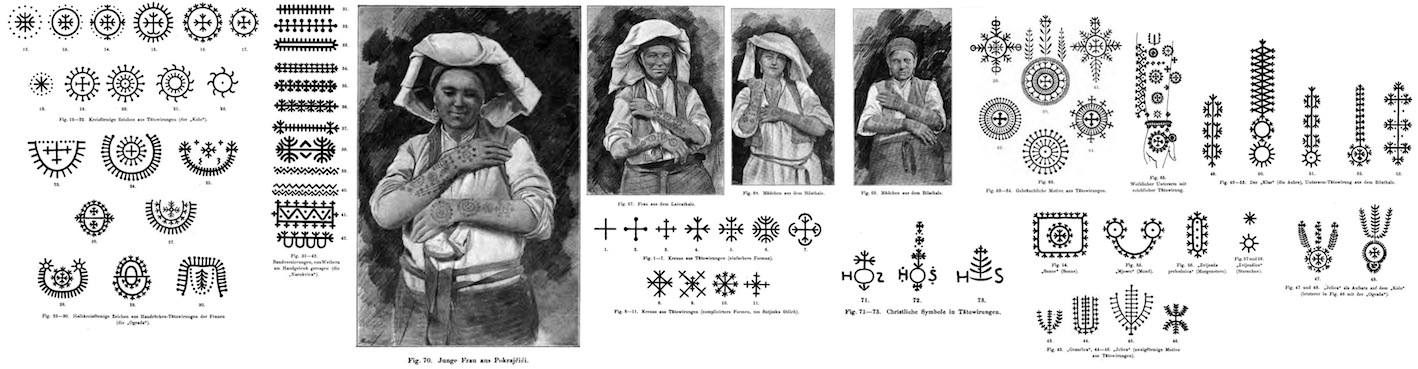
Tatouage traditionnel

La coutume de tatouer les jeunes filles et les jeunes garçons a disparu après la Seconde Guerre mondiale avec la création de la République populaire démocratique de Yougoslavie, et les tatouages réalisés selon la méthode traditionnelle ne sont désormais visibles que sur les femmes âgées,. Aujourd'hui, on observe une tendance croissante chez les tatoueurs modernes qui utilisent les motifs traditionnels avec des méthodes de tatouage contemporaines en Croatie et en Bosnie-Herzégovine.
En 2013, un documentaire intitulé Sicanje, bocanje, tetoviranje diffusé sur la chaîne de télévision croate HRT 3,. 
En 2011, Vice a publié un article intitulé « Le culte des grands-mères croates tatouées » sur ce phénomène. De plus, Vice Serbia a publié court-métrage historique intitulé Tetovirane bake ( Les grands-mères tatouées ), dans lequel de nombreuses femmes croates de Bosnie parlent de leurs tatouages.